# France Gall

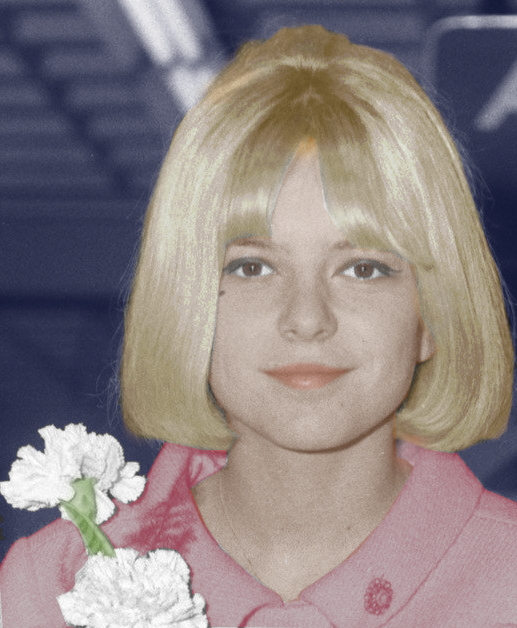
France Gall (1965)

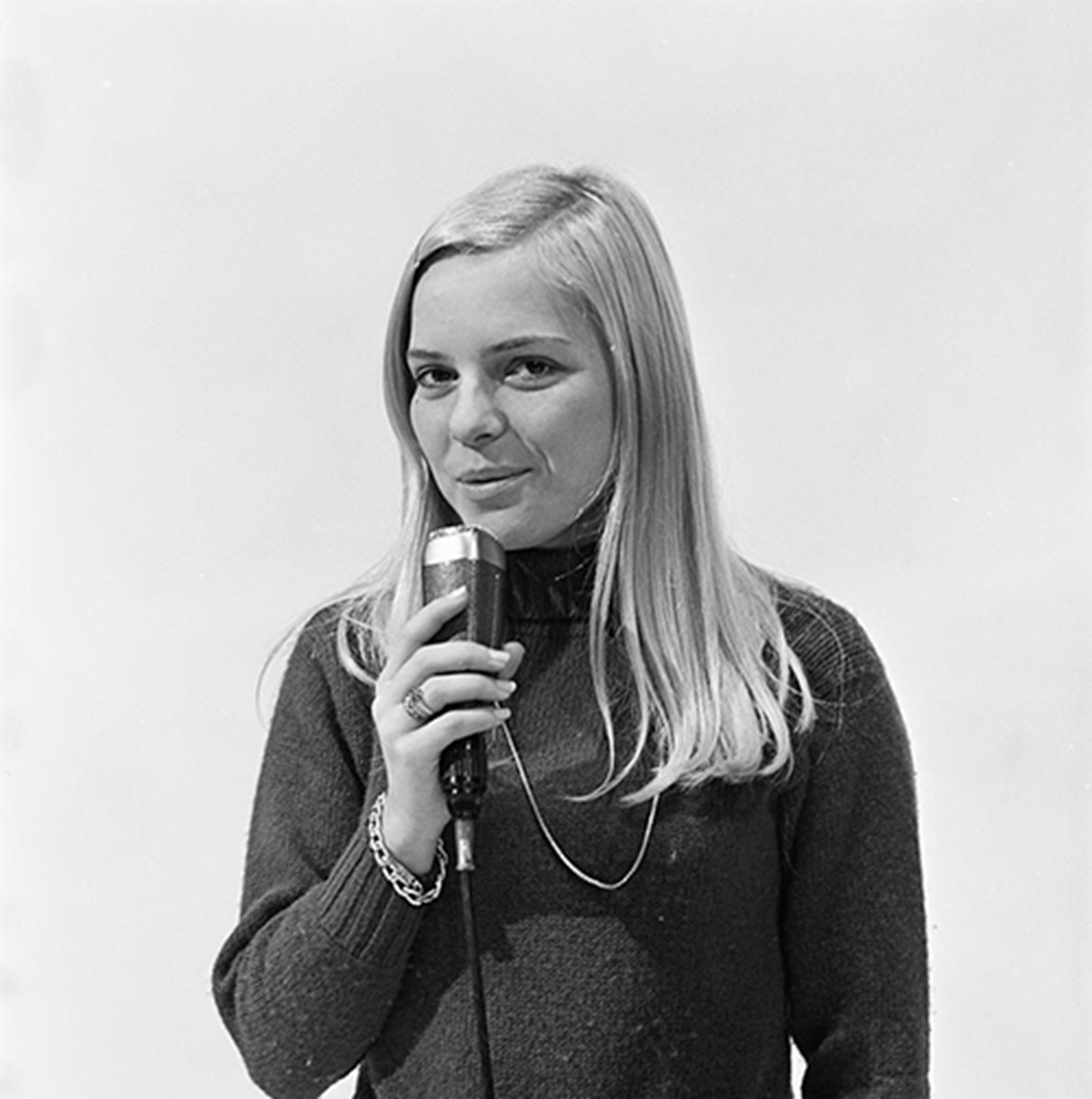
France Gall (1968)

France Gall [fʁɑ̃s gal] (* 9. Oktober 1947 als Isabelle Geneviève Marie Anne Gall in Paris; † 7. Januar 2018 in Neuilly-sur-Seine) war eine französische Pop- und Schlagersängerin, die der Yéyé-Generation zugerechnet wurde. Nach einem erfolgreichen Karrierestart in Frankreich gewann sie 1965 für Luxemburg den Grand Prix Eurovision de la Chanson mit dem Lied Poupée de cire, poupée de son. Von 1966 bis 1972 sang sie unter anderem auch auf Deutsch. 1988 hatte sie mit Ella, elle l’a einen Nummer-eins-Hit in Deutschland.

## Leben und Laufbahn
Isabelle Galls Familie war stark in der Musik verwurzelt: Ihr Vater, Robert Gall, schrieb unter anderem Chansons für Charles Aznavour und Édith Piaf, auch ihr Bruder komponierte. Unterstützt von ihren Eltern, nahm Isabelle im Alter von 15 Jahren ihre ersten Lieder auf. Auf Rat ihres Managers wählte sie den Künstlernamen France Gall, da ihr bürgerlicher Vorname, Isabelle, schon von der Sängerin Isabelle Aubret bekannt war.
Bereits Galls erste Single, Ne sois pas si bête (Sei nicht so dumm), hatte kommerziellen Erfolg. Ihre frühe Karriere wurde besonders durch die Bekanntschaft mit dem Sänger und Songschreiber Serge Gainsbourg gefördert.

### Erster Höhepunkt der Karriere: Grand Prix Eurovision de la Chanson
France Gall wurde 1965 von Télé Luxembourg ausgewählt, um das Großherzogtum beim Grand Prix Eurovision de la Chanson zu vertreten. Man legte ihr zehn Lieder vor, aus denen sie Poupée de cire, poupée de son von Serge Gainsbourg wählte. Sie gewann den Wettbewerb. Ebenfalls aus der Feder Gainsbourgs stammte das Chanson Les sucettes von 1966, das von süßen Dauerlutschern handelte, und bald als mehrdeutig aufgefasst wurde, da der Text auch als Anspielung auf Oralsex verstanden werden kann. Gall beteuerte später, sie hätte dieses Lied nie aufgenommen, wenn sie den schlüpfrigen Subtext von Anfang an verstanden hätte.
Zu dieser Zeit unterhielt Gall eine Liebesbeziehung mit dem Sänger und Komponisten Claude François. 1966 schrieb François eine Ballade mit dem englischen Titel For You, in der er die gescheiterte Verbindung zu Gall musikalisch verarbeitete. Unter Mitwirkung des Komponisten Jacques Revaux und des Trompeters und Texters Gilles Thibault entstand daraus 1967 in leichter Abwandlung der ursprünglichen Melodie Comme d’habitude, das François in Frankreich sang und das unter dem Titel My Way internationale Berühmtheit erlangte.
Von 1969 bis 1974 war France Gall mit dem Sänger und Komponisten Julien Clerc liiert.

### Karriere in der Bundesrepublik Deutschland

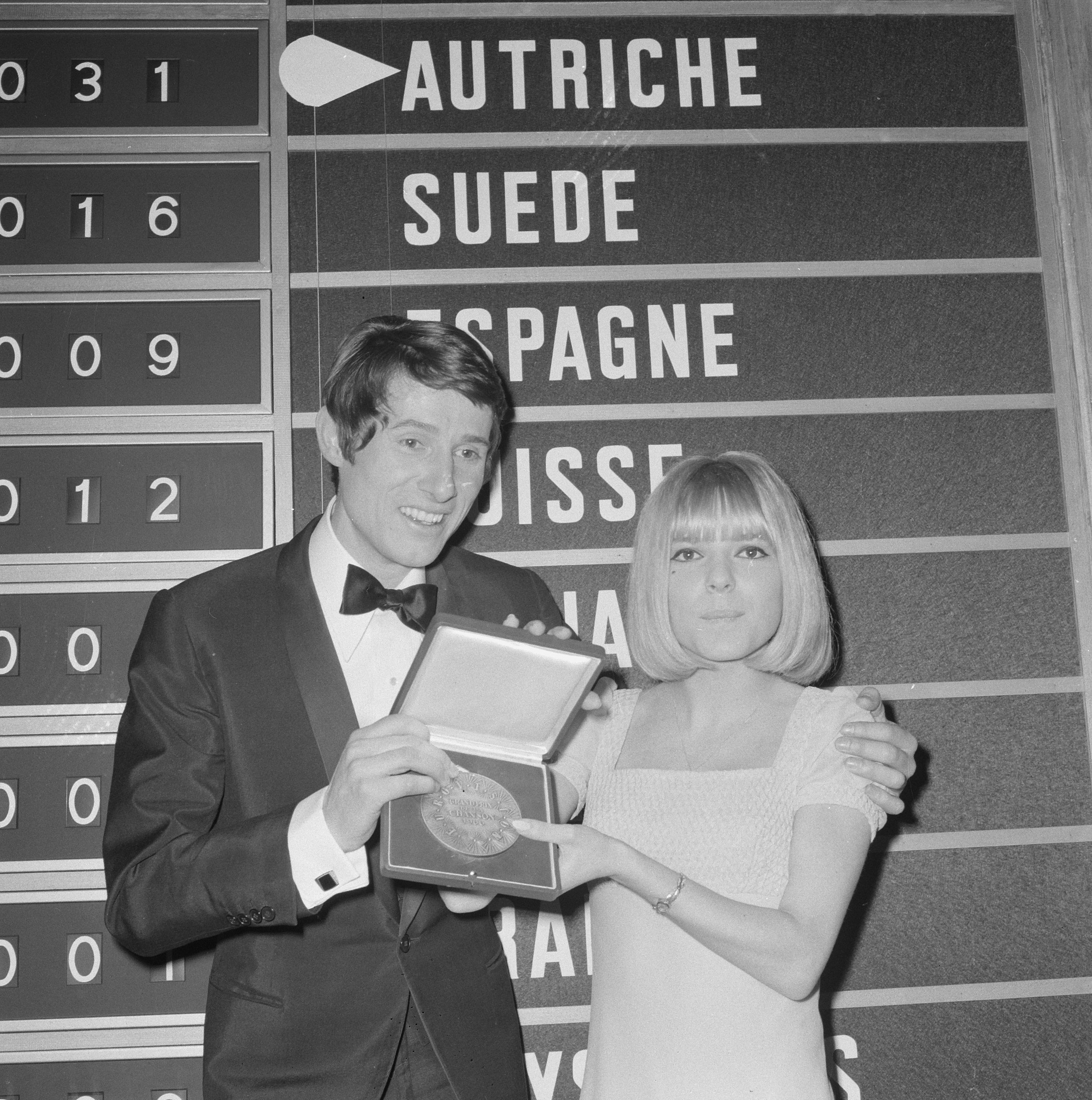
France Gall gratuliert Udo Jürgens in Luxemburg zum Sieg beim Grand Prix Eurovision de la Chanson Européenne 1966

France Gall nahm von 1966 bis 1972 in der Bundesrepublik Deutschland auf Deutsch gesungene Schallplatten auf. Für Zwei Apfelsinen im Haar (deutsche Version von A Banda) erhielt sie 1968 eine Goldene Schallplatte. Mit Der Computer Nr. 3 (es geht um Heiratsvermittlung mit Hilfe eines Computers) nahm sie am Deutschen Schlager-Wettbewerb 1968 teil und belegte den dritten Platz. Beim Deutschen Schlager-Wettbewerb 1969 wurde sie erneut Dritte mit Ein bißchen Goethe, ein bißchen Bonaparte. Das Lied erreichte Platz 14 der westdeutschen Verkaufs-Charts und war damit ihre bis dahin höchste deutschsprachige Hitparadennotierung. Beim Deutschen Schlager-Wettbewerb 1970 landete sie mit Dann schon eher der Piano-Player auf dem vorletzten Platz.
Zu ihren bekanntesten Liedern in deutscher Sprache zählen außerdem Zwei Verliebte zieh’n durch Europa, Kilimandscharo, Mein Herz kann man nicht kaufen, Ali Baba und die 40 Räuber mit Auftritt in der ZDF-Hitparade, Links vom Rhein und rechts vom Rhein, Das war eine schöne Party (französisches Original: Poupée de cire, poupée de son), Wir sind keine Engel (französisches Original: Nous ne sommes pas des anges). In Deutschland interpretierte sie unter anderem Stücke von Werner Müller, Heinz Buchholz und Giorgio Moroder. Aufgrund ihrer großen Popularität insbesondere beim jugendlichen Publikum erhielt sie 1969 und 1971 den bronzenen sowie 1970 den silbernen Bravo Otto der Jugendzeitschrift Bravo.
Rückblickend äußerte France Gall, die Zeit ihrer Karriere in Deutschland sei nicht die schönste ihres Lebens gewesen, denn durch ihren Bekanntheitsgrad und die ständigen Reisen und Auftritte habe sie keine normale Jugend gehabt. Ihre deutschen Schlager stehen stilistisch in Kontrast zu ihrer weiteren Karriere in Frankreich.

### Zweite Karriere ab 1973
Im Jahr 1973 hörte Gall während einer Autofahrt im Radio ein Lied von Michel Berger. Sie sagte später, sie habe angehalten, um das Lied auf sich wirken zu lassen. Zu dieser Zeit waren ihre Plattenverkäufe rückläufig und sie selbst in einem Alter, in dem sie sich nicht mehr als „kleines Mädchen“ präsentieren wollte, sondern als erwachsene Frau. Sie bat Berger, für sie zu arbeiten. 1974 schrieb er für sie La déclaration (d’amour), das zum ersten Hit der neuen France Gall wurde. Gall sagte später, sie hätte ihre Karriere beendet, wenn Berger für sie nicht Lieder in einem neuen Stil komponiert hätte. 1976 heirateten beide in Paris und bekamen zwei Kinder, Pauline Isabelle und Raphaël Michel. Galls Karriere erlebte neue Höhepunkte. Lieder in deutscher Sprache nahm sie nicht mehr auf.
In den 1980er Jahren hatte Gall in Frankreich Top-10-Erfolge mit Liedern wie Hong Kong Star und Débranche. Der Titelsong ihres 1987 erschienenen Albums Babacar war von einer Reise in den Senegal inspiriert. Dort lernte sie, wie sie später berichtete, eine mittellose junge Mutter mit einem Baby, einem Jungen namens Babacar, kennen. Gall blieb mit der Familie bis Anfang der 1990er Jahre in Kontakt und unterstützte sie finanziell. In dieser Zeit erwarb Gall ein Feriendomizil auf der Insel Ngor nördlich von Dakar.
1988 feierte France Gall nach mehr als 15 Jahren Abwesenheit aus Deutschland dort ihren größten Hit: Der Titel Ella, elle l’a (‚Ella, sie hat es‘), eine Hommage an die Jazz-Sängerin Ella Fitzgerald, war vier Wochen auf Platz 1. Er war in diesem Jahr die in der Bundesrepublik fünftmeistverkaufte Single und sogar erfolgreicher als in Frankreich. Coverversionen von Ella, elle l’a, u. a. von Alizée und Kate Ryan, wurden später ebenfalls Hits in Frankreich.
Am 2. August 1992 starb Michel Berger im Alter von 44 Jahren während einer Tennispartie an einem Herzinfarkt. 1993 erkrankte Gall an Brustkrebs.
Im Jahr 1994 wurde sie zum Ritter der französischen Ehrenlegion (Chevalier de la Légion d’honneur) ernannt.

### Rückzug, Tod und Nachruhm
Nach der Veröffentlichung ihres Studioalbums France (1995), in dem sie etliche Hits, auch solche von Berger, neu interpretierte, wurde es stiller um sie. Ihre Tochter Pauline starb 1997 im Alter von 19 Jahren an Mukoviszidose. Gall zog sich aus der Öffentlichkeit zurück und lebte nach längeren Aufenthalten im Senegal zuletzt wieder in Paris.
Im Juni 2013 nahm Jenifer Bartoli das Album Ma déclaration auf, in dem sie zwölf Titel Galls coverte und dies als Hommage an sie verstanden wissen wollte. Gall reagierte verärgert: „Eine Hommage an mich? Das ist, als wäre ich gestorben!“.
Im November und Dezember 2015 wurde im Palais des Sports de Paris (Pariser Sportpalast) Résiste, ein Musical mit Stücken von Michel Berger und Bruck Dawit nach einem Libretto von France Gall und Laetitia Colombani, uraufgeführt, das die Laufbahn Bergers und seine Zusammenarbeit mit Gall nachvollzieht. Gall übernahm darin eine Nebenrolle. Das Musical tourte 2016 durch Frankreich, Belgien und die Schweiz; die letzte Vorstellung war am 23. Dezember 2016 in Lille.
Am 7. Januar 2018 erlag France Gall im Alter von 70 Jahren den Folgen einer zwei Jahre zuvor wieder aufgetretenen Krebserkrankung.
Der französische Staatspräsident, Emmanuel Macron, und sein Vorgänger, Nicolas Sarkozy, würdigten sie in Nachrufen. Sie wurde auf dem Cimetière de Montmartre (Division 29) im Familiengrab an der Seite ihres Mannes und ihrer Tochter Pauline bestattet.
Am 9. Oktober 2023, ihrem 76. Geburtstag, wurde France Gall von der Suchmaschine Google mit einem Doodle und einem animierten Musikvideo ihres Liedes Il jouait du piano debout geehrt.

## Diskografie
Studioalben

| Jahr | Titel                                                       | Höchstplatzierung, Gesamtwochen, AuszeichnungChartplatzierungen (Jahr, Titel, Platzierungen, Wochen, Auszeichnungen, Anmerkungen) | Höchstplatzierung, Gesamtwochen, AuszeichnungChartplatzierungen (Jahr, Titel, Platzierungen, Wochen, Auszeichnungen, Anmerkungen) | Höchstplatzierung, Gesamtwochen, AuszeichnungChartplatzierungen (Jahr, Titel, Platzierungen, Wochen, Auszeichnungen, Anmerkungen) | Höchstplatzierung, Gesamtwochen, AuszeichnungChartplatzierungen (Jahr, Titel, Platzierungen, Wochen, Auszeichnungen, Anmerkungen) | Anmerkungen                                                                |
| Jahr | Titel                                                       | DE | CH | FR | BEW | Anmerkungen                                                                |
| ---- | ----------------------------------------------------------- | --- | --- | --- | --- | -------------------------------------------------------------------------- |
| 1964 | France Gall auch bekannt als: N’ecoute pas les idoles       | — | — | FR— GoldFR | — | Erstveröffentlichung: 1964 Verkäufe: + 100.000                             |
| 1964 | France Gall auch bekannt als: Mes premières vraies vacances | — | — | FR50 (1 Wo.)FR | — | Erstveröffentlichung: August 1964                                          |
| 1964 | France Gall auch bekannt als: Sacre Charlemagne             | — | — | — | — | Erstveröffentlichung: 1964                                                 |
| 1965 | France Gall auch bekannt als: Poupée de cire, poupée de son | — | — | — | — | Erstveröffentlichung: 1965                                                 |
| 1966 | Les sucettes                                                | — | — | FR55 (1 Wo.)FR | — | Erstveröffentlichung: November 1966                                        |
| 1973 | Les annees folles - Homme tou petit                         | — | — | — | — | Erstveröffentlichung: 1973                                                 |
| 1975 | France Gall                                                 | — | — | FR4 Gold · (48 Wo.)FR | — | Erstveröffentlichung: 1975 Verkäufe: + 100.000                             |
| 1977 | Dancing disco                                               | — | — | FR2 Platin · (103 Wo.)FR | — | Erstveröffentlichung: 27. April 1977 Verkäufe: + 300.000                   |
| 1980 | Paris, France                                               | — | — | FR1 Platin · (68 Wo.)FR | — | Erstveröffentlichung: 19. Mai 1980 Verkäufe: + 400.000                     |
| 1981 | Tout pour la musique                                        | — | — | FR2 Platin · (72 Wo.)FR | — | Erstveröffentlichung: 1981 Verkäufe: + 400.000                             |
| 1984 | Débranche !                                                 | — | — | FR1 ×2Doppelplatin · (39 Wo.)FR                                                                                                   | — | Erstveröffentlichung: 1984 Verkäufe: + 600.000                             |
| 1987 | Babacar                                                     | DE7 (17 Wo.)DE | CH25 (5 Wo.)CH | FR2 Diamant · (68 Wo.)FR | — | Erstveröffentlichung: 6. April 1987 Verkäufe: + 1.000.000                  |
| 1992 | Double jeu                                                  | — | CH— GoldCH | FR1 ×2Doppelplatin · (62 Wo.)FR                                                                                                   | — | Erstveröffentlichung: 12. Juni 1992 Verkäufe: + 625.000; mit Michel Berger |
| 1996 | France                                                      | — | — | FR2 Platin · (25 Wo.)FR | BEW11 (21 Wo.)BEW | Erstveröffentlichung: 1. April 1996 Verkäufe: + 300.000                    |

grau schraffiert: keine Chartdaten aus diesem Jahr verfügbar